# Андрусовка (Днепропетровская область)
Андрусовка (укр. Андрусівка) — село,
Златоустовский сельский совет,
Криворожский район,
Днепропетровская область,
Украина.
Код КОАТУУ — 1221882402. Население по переписи 2001 года составляло 39 человек.

## Географическое положение
Село Андрусовка находится на расстоянии в 1 км от села Суворовка.
По селу протекает пересыхающий ручей с запрудой.